# Battlestations: Midway
Battlestations: Midway — відеогра, розроблена Eidos Studios Hungary і видана Eidos Interactive 30 січня 2007 для ПК (Windows) і Xbox 360. Версія для Mac OS була портована Robosoft Technologies і видана Feral Interactive.

## Розробка
15 травня 2008, Feral Interactive анонсували Battlestations: Midway для Mac. Гра портована для Mac Robosoft Technologies і видана Feral Interactive.

## Відгуки критиків
| Видання                    | Оцінка    |
| -------------------------- | --------- |
| 1Up.com                    | 7 / 10    |
| Game Informer              | 6.5/10    |
| GameSpot                   | 7.9/10    |
| IGN                        | 8.5/10    |
| PC Gamer (Велика Британія) | 74%       |
| X-Play                     | 3/5 зірок |

ПК версія отримала 75 % на Metacritic заснована на 11 рецензіях, Xbox 360 версія одержала 73 % заснована на 33 рецензіях.

### Нагороди
Гра отримала нагороду «Нове слово в жанрі» від журналу Ігроманія.

## Продовження
28 лютого Eidos Interactive анонсували Battlestations: Pacific для ПК (Windows) і Xbox 360. У травні 2009 року, гра стала доступною на прилавках.
Сіквел бере початок після подій Battlestations: Midway і дозволяє грати за обидві сторони конфлікту. Нова кампанія включає в себе можливість грати за японське командування від подій Напад на Перл-Гарбор і до можливих історичних подій, а саме, капітуляції США. Також були додані камікадзе. Були додані нові реалістичні ефекти, наприклад, переливається гладь води.

## Цікаві факти
- Якщо викликати тактичну карту і подивитися на лівий верхній кут, можна побачити країну Russian Empire (укр. Російська імперія)[6]